# Suleman Hamid
Suleman Hamid (Asosa, 20 de octubre de 1997) es un futbolista etíope que juega en la demarcación de lateral derecho para el CBE SA de la Liga etíope de fútbol.

## Selección nacional
Tras jugar en las categorías inferiores de la selección, finalmente hizo su debut con la selección de fútbol de Etiopía el 22 de octubre de 2020 en un encuentro amistoso contra Zambia que finalizó con un resultado de 2-3 a favor del combinado zambiano tras los goles de Aschalew Tamene y Getaneh Kebede para Etiopía, y de Kelvin Kampamba y un doblete de Albert Kangwanda para Zambia.

## Clubes
| Club              | País    | Año       | Partidos | Goles |
| ----------------- | ------- | --------- | -------- | ----- |
| Adama City FC     | Etiopía | 2017-2020 | 15       | 1     |
| Hadiya Hossana FC | Etiopía | 2020-2021 | 17       | 0     |
| Saint George SC   | Etiopía | 2021-2023 | 42       | 1     |
| CBE SA            | Etiopía | 2023-     | 25       | 6     |